# Ampithoe rubricatoides
Ampithoe rubricatoides är en kräftdjursart som beskrevs av Robert Alan Shoemaker 1938. Ampithoe rubricatoides ingår i släktet Ampithoe och familjen Ampithoidae. Inga underarter finns listade i Catalogue of Life.